# Waco (Teksas)
Waco – miasto w Stanach Zjednoczonych, w stanie Teksas, nad rzeką Brazos, ośrodek administracyjny hrabstwa McLennan. Według spisu w 2020 roku liczy 138,5 tys. mieszkańców i jest 24. co do wielkości w Teksasie.

## Gospodarka
W mieście rozwinął się przemysł lotniczy, gumowy, szklarski, odzieżowy oraz spożywczy.

## Sport
W mieście rozgrywany jest kobiecy turniej tenisowy, pod nazwą Waco Showdawn $80K , zaliczany do rangi ITF, z pulą nagród 80 000 $.

## Osoby związane z Waco
- Jennifer Love Hewitt – amerykańska aktorka i piosenkarka, urodziła się w Waco, a wychowała w Killeen
- Leon Jaworski – amerykański prawnik polskiego pochodzenia, urodził się i wychował w Waco
- David Koresh – przywódca apokaliptycznej sekty Gałęzi Dawidowej, zginął w Waco
- Terrence Malick – reżyser (Cienka czerwona linia, Drzewo życia), urodził się w Waco
- Steve Martin – amerykański aktor, urodził się w Waco
- Kevin Reynolds – reżyser (Robin Hood – książę złodziei, Hrabia Monte Christo, Wodny świat), urodził się i wychował w Waco
- Jessie Washington – upośledzony umysłowo Afroamerykanin, ofiara głośnego linczu